# Енккюла
Е́нккюла (ест. Änkküla) — село в Естонії, у волості Паламузе повіту Йиґевамаа.

## Географія
Село розташоване поблизу озера Куремаа.

## Населення
Чисельність населення на 31 грудня 2011 року становила 71 особу.